# Нова Рябка
Нова Ря́бка (рос. Новая Рябка, ерз. Новая Рябка) — присілок у складі Краснослободського району Мордовії, Росія. Входить до складу Колопінського сільського поселення.
Населення — 5 осіб (2010; 15 у 2002).
Національний склад (станом на 2002 рік):
- росіяни — 100 %